# 尼泊尔共产党（联合马列）

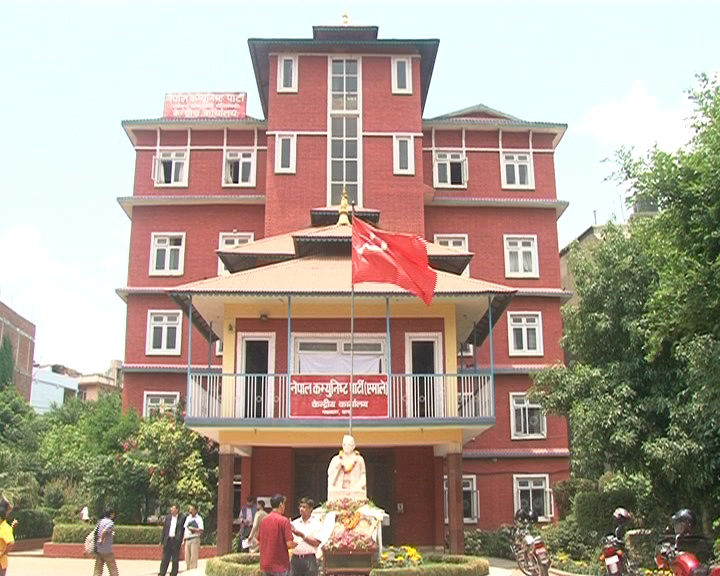
位於加德滿都的尼泊尔共产党（联合马列）中央委员会大樓

尼泊尔共产党（联合马列）（羅馬化：nēpāl kamyuniṣṭ pārṭī (ēkīkṛt mārksavādī-lēninavādī)），简称尼共（联合马列），是尼泊尔的一个共产主义政党。该党的指导思想是马克思列宁主义和“人民多党民主”理论。1991年，该党由尼泊尔共产党（马列）和尼泊尔共产党（马克思主义）合并而成。该党的最高机构为全国代表大会，每五年召开一次，选举产生中央委员会等。该党的最高领导人原为总书记；首任总书记是马丹·班达里，于1993年死于可疑车祸；1993年—2008年，马达夫·库马尔·内帕尔担任总书记；后最高领导人改为主席，由卡德加·普拉萨德·奥利担任。2018年5月17日，该党与尼泊尔共产党（毛主义中心）合并为尼泊尔共产党。2021年3月8日，尼泊尔最高法院裁定2018年尼泊尔共产党（联合马列）与尼泊尔共产党（毛主义中心）的合并无效，两党自即日起恢复。2021年8月18日，马达夫·库马尔·内帕尔领导的派系宣布退党，另组尼泊尔共产党（联合社会主义者）。

## 发展历程
1950年代—1960年代，尼泊尔共产党由于具体路线的无法解决的分歧而发生大分裂，各个派系纷纷建立，各自为政，互不隶属。作为尼泊尔共产党（联合马列）前身之一的尼泊尔共产党（马列）在1978年建党初期处于地下状态，20世纪80年代，该党发展为半地下状态的最大的全国性政党，党员人数为16000多人，主要在下层人民中具有较强的号召力和组织能力。
1990年，尼泊尔共产党各派组成联合左翼阵线，同尼泊尔大会党一起发动“人民运动”，结束比兰德拉国王结束实行30多年的无党派评议会制，建立“议会多党民主制”。在这一过程中，共产主义思想在尼泊尔民众中的影响力有所增强，共产党人的政治地位不断上升。
1991年，尼共（马）和尼共（马列）合并组成尼共（联合马列），该当成为尼泊尔共产党各派中力量最强，组织机构设置最为严密、规范的派别，该党在第一次“多党民主”选举中得票率为28%，共获得下院205个席位中的69席和上院60个席位中的16席，成为议会最大反对党。该党坚持民主集中原则，党的全国代表大会是党的最高权力机构，每五年召开一次，负责通过党的纲领、路线和方针。党的全国代表大会产生中央委员会、中央顾问委员会、中央纪律检查委员会和中央审计委员会。中央委员会由43名委员和12名候补委员组成，并选举产生常务委员会负责党的日常工作。
1993年12月，尼泊爾共產黨（阿馬蒂亞）并入该党，使该党实力大大增加。
1994年，该党在大选中的得票率上升至30.85%，获88席，成为议会第一大党并上台执政，时任尼共（联合马列）主席曼·莫汉·阿迪卡里出任首相。1995年在议会不信任投票中失败下野后，尼共（联合马列）于1997年在议会补缺选举中再获3席，凭借90席的第一大党优势地位联合民族民主党、工农党和亲善党再次组成新政府并执政至1997年10月。
1998年3月，以尼共（联）前中央常委巴·德·高汤姆为首的46名议员宣布退党，另外成立以萨普拉丹为主席、高汤姆为总书记的尼共（马列），45%的议员、50%的中央委员、56%的地方各级政府领导、30%的地方干部以及20%的党员被分裂出去，尼共（联合马列）失去议会第一大党地位。此次分裂还给该党参加1999年5月议会选举带来很大影响。尼共（马列）参加竞选，一席未获。而尼共（联合马列）仅获68席，成为议会第二大党，总书记尼帕尔同志成为议会反对党领袖。尽管遭受组织分裂和大选失利的打击，尼共（联合马列）仍在全国60%的县、市议会中占多数，在全国仍具有广泛群众基础。在认识到分裂后果的严重性后，尼共（联合马列）、尼共（马列）于2001年就两党联合问题举行多次会谈，并最终于2002年2月再次合并，正式取消尼共（马列）称谓和选举标志，尼共（联合马列）再次走向团结统一。
2002年6月，尼泊尔大会党发生分裂，至此，从群众基础、基层组织、工作经验和党性党纪方面来说，尼共（联合马列）都堪称尼泊尔第一大党，成为尼政坛上一支举足轻重的力量。尼泊尔国王曾多次召见其领导人征求意见，共议国事。
2005年2月，尼泊尔新任国王贾南德拉亲政，并将尼共（联合马列）总书记马达夫·库马尔·内帕尔等九位中央领导人软禁。尼共（联合马列）与大会党一起再次走上争取民主权利的斗争道路，并参加七党联盟。2006年，七党联盟发动“第二次人民运动”，迫使贾南德拉国王交出统治权。2007年，该党部分党员脱党并成立尼泊尔共产党（联合）。
2008年5月，尼泊尔制宪会议首次会议通过决议，宣布建立尼泊尔联邦民主共和国，废黜国王，持续280年的尼泊尔沙阿王朝结束。2009年5月3日，执政党尼泊尔联合共产党（毛主义）在尼共（联合马列）等主要盟党抵制的情况下，在内阁会议上决定解除时任尼军参谋长卡特瓦尔职务，引发各方强烈反应。尼共（联合马列）等盟党退出政府。亚达夫总统宣布留任被政府解职的尼军参谋长。4日，尼联共（毛）主席普拉昌达辞去总理一职。23日，尼共（联合马列）领导人马达夫·库马尔·尼帕尔同志当选总理。25日，尼帕尔宣誓就职。
2010年6月30日，尼泊尔总理宣布辞职，尼制宪会议连续举行16轮总理选举未果。2011年初，尼各党修改了选举规则，尼制宪会议于2月3日举行总理选举，尼共（联合马列）主席贾拉·纳特·卡纳尔在尼联共（毛）支持下当选总理，2月6日宣誓就职。3月4日，尼联共（毛）选派四名党员加入新内阁，尼组建联合政府。
2015年10月，尼共（联合马列）在尼联共（毛）及其它党派支持下先后获得尼泊尔总理和尼泊尔总统职位。2016年7月，尼联共（毛）退出联合政府，改与反对党尼泊尔大会党联合，随后总理卡德加·普拉薩德·奧利在24日宣布辞职。
2018年5月17日，尼泊尔共产党（联合马列）和尼泊尔共产党（毛主义中心）正式合并为尼泊尔共产党。2021年3月8日，尼泊尔最高法院裁定2018年尼泊尔共产党（联合马列）与尼泊尔共产党（毛主义中心）的合并无效，两党自即日起恢复。

### 2021年党内分裂
2021年7月18日，22名尼共（联合马列）议员投票支持谢尔·巴哈杜尔·德乌帕，无视党鞭。前总理马达夫·库马尔·内帕尔和卡德加·普拉萨德·奥利之间出现了争端，原因是马达夫的派系支持政府，尽管该党是反对党。2021年8月18日，内帕尔组建了一个名为尼泊尔共产党（联合社会主义者）的新党。 前总理贾拉·纳特·卡纳尔、党的副主席和多达31名议员加入了新党。这造成了该党的各级委员会的分裂。

## 历任领袖

### 主席
- 曼·莫汉·阿迪卡里，1991年—1999年
- 贾拉·纳特·卡纳尔，2009年—2014年
- 卡德加·普拉萨德·夏尔马·奥利，2014年—2018年，2021年至今

### 总书记
- 马丹·班达里，1991年—1993年
- 马达夫·库马尔·内帕尔，1993年—2008年
- 贾拉·纳特·卡纳尔，2008年—2009年
- 伊什瓦尔·博克瑞尔（英语：Ishwar Pokhrel），2009年—2018年
- 香卡·博克瑞尔，2021年至今

## 选举结果

### 众议院选举
| 年份   | 领袖                        | 选区      | 选区   | 选区       | 党名单    | 党名单 | 党名单     | 席位      | 席位 | 排名 | 结果     |
| 年份   | 领袖                        | 得票数    | 得票率 | 得票率增减 | 得票数    | 得票率 | 得票率增减 | 赢得席位  | 增减 | 排名 | 结果     |
| ------ | --------------------------- | --------- | ------ | ---------- | --------- | ------ | ---------- | --------- | ---- | ---- | -------- |
| 1991年 | 马丹·班达里                 | 2,040,102 | 27.98% |            |           |        |            | 69 / 205  |      | 2    | 反对派   |
| 1994年 | 曼·莫汉·阿迪卡里            | 2,352,601 | 30.85% | ▲ 2.87%    |           |        |            | 88 / 205  | ▲ 19 | ▲ 1  | 少数政府 |
| 1999年 | 马达夫·库马尔·内帕尔        | 2,728,725 | 31.66% | ▲ 0.81%    |           |        |            | 71 / 205  | ▼ 17 | ▼ 2  | 反对派   |
| 2008年 | 马达夫·库马尔·内帕尔        | 2,229,064 | 21.63% | ▼ 10.03%   | 2,183,370 | 20.33% |            | 108 / 601 | ▲ 37 | ▼ 3  | 联合政府 |
| 2013年 | 贾拉·纳特·卡纳尔            | 2,492,090 | 27.55% | ▲ 5.92%    | 2,239,609 | 23.66% | ▲ 3.33%    | 175 / 575 | ▲ 67 | ▲ 2  | 联合政府 |
| 2017年 | 卡德加·普拉萨德·夏尔马·奥利 | 3,082,277 | 30.68% | ▲ 3.13%    | 3,173,494 | 33.25% | ▲ 9.59%    | 121 / 275 | ▼ 54 | ▲ 1  | 联合政府 |
| 2017年 | 卡德加·普拉萨德·夏尔马·奥利 | 3,082,277 | 30.68% | ▲ 3.13%    | 3,173,494 | 33.25% | ▲ 9.59%    | 121 / 275 | ▼ 54 | ▲ 1  | 反对派   |
| 2022年 | 卡德加·普拉萨德·夏尔马·奥利 | 3,233,567 | 30.83% | ▲ 0.15%    | 2,845,641 | 26.95% | ▼ 6.30%    | 78 / 275  | ▼ 43 | ▼ 2  | 联合政府 |
| 2022年 | 卡德加·普拉萨德·夏尔马·奥利 | 3,233,567 | 30.83% | ▲ 0.15%    | 2,845,641 | 26.95% | ▼ 6.30%    | 78 / 275  | ▼ 43 | ▼ 2  | 反对派   |
| 2022年 | 卡德加·普拉萨德·夏尔马·奥利 | 3,233,567 | 30.83% | ▲ 0.15%    | 2,845,641 | 26.95% | ▼ 6.30%    | 78 / 275  | ▼ 43 | ▼ 2  | 联合政府 |